# Rhinolophus paradoxolophus
Rhinolophus paradoxolophus (Bourret, 1951) è un Pipistrello della famiglia dei Rinolofidi diffuso in Cina e in Indocina.

## Descrizione

### Dimensioni
Pipistrello di medie dimensioni, con la lunghezza della testa e del corpo tra 47 e 48 mm, la lunghezza dell'avambraccio tra 50 e 63 mm, la lunghezza della coda tra 23,4 e 28,4 mm, la lunghezza del piede tra 7,4 e 10 mm, la lunghezza delle orecchie tra 26 e 39 mm e un peso fino a 15 g.

### Aspetto
La pelliccia è lunga. Le parti dorsali sono marroni scure, con la base dei peli più chiara mentre le parti ventrali sono grigiastre sul mento e il petto, più scure sull'addome. Le orecchie sono enormi e a forma di imbuto, con l'antitrago alto e stretto, con i bordi quasi paralleli e la punta arrotondata. La foglia nasale presenta una lancetta piccola, triangolare e con l'estremità arrotondata, una sella molto alta e stretta che si allarga verso l'estremità arrotondata, i bordi del setto tra le narici sono sollevati fino a formare una coppa e si uniscono alla base del processo connettivo, il quale è basso e poco sviluppato. La porzione anteriore è grande, copre interamente il muso ed ha un incavo centrale profondo alla base. Il labbro inferiore ha tre solchi longitudinali. La coda è lunga ed inclusa completamente nell'ampio uropatagio. Il primo premolare superiore è piccolo e situato lungo la linea alveolare.

### Ecolocazione
Emette ultrasuoni ad alto ciclo di lavoro con impulsi a frequenza costante di 24–25 kHz nel Laos.

## Biologia

### Comportamento
Si rifugia in gruppi fino a 50 individui all'interno di grotte, probabilmente soltanto calcaree. In Cina sono stati osservati nel mese di novembre individui in uno stato di ibernazione.

### Alimentazione
Si nutre di insetti.

### Riproduzione
Femmine gravide o in allattamento sono state catturate in Vietnam durante il mese di maggio. Danno alla luce un piccolo alla volta.

## Distribuzione e habitat
Questa specie è diffusa nella provincia cinese del Guangxi, nel Vietnam e Laos settentrionali e centrali, nella Thailandia centrale e nello Stato di Shan, Myanmar.
Vive nelle foreste pluviali primarie di pianura e in pinete.

## Conservazione
La IUCN Red List, considerato il vasto areale, la popolazione presumibilmente numerosa e la presenza in diverse aree protette, classifica R.paradoxolophus come specie a rischio minimo (Least Concern)).